# Ligne du Lötschberg
La ligne du Lötschberg (en allemand : Lötschberglinie) est une ligne ferroviaire suisse qui relie le canton de Berne (Spiez) au canton du Valais (Brigue). Son tracé, essentiellement montagneux, s'étend sur 74 kilomètres et emprunte le tunnel du Lötschberg dont la longueur est de 14 612 mètres. La gestion de la ligne est assurée par la société BLS (Berne-Lötschberg-Simplon).

## Situation
La ligne du Lötschberg est, après la ligne du Gothard, la deuxième liaison nord-sud à travers les Alpes suisses. Elle permet de relier le Valais à Berne et assure ainsi la jonction avec le tunnel du Simplon au sud en direction de l'Italie et les liaisons avec l'Allemagne, la France et le reste du plateau suisse au nord. 
La ligne du Lötschberg débute au nord dans la ville de Spiez. Elle se dirige ensuite vers le sud à travers le Kandertal en passant par Frutigen avant d'arriver à Kandersteg où elle s'engouffre dans le tunnel du Lötschberg. Celui-ci débouche 14 kilomètres plus loin à Goppenstein (canton du Valais). La rampe sud longe le versant du massif du Bietschhorn jusqu'à Brigue dans la plaine du Rhône. 
La ligne mesure au total 74 kilomètres et la durée du trajet avec un Intercity, sans arrêt, est de 56 minutes (horaire de 2006).

## Histoire

### Lancement du projet
La construction de la ligne fut motivée par l'éloignement du canton de Berne du reste des axes ferroviaires suisses formés par le tunnel du Gothard (1882) et le tunnel du Simplon (1906). Le passage par le Lötschberg pouvait permettre un lien entre l'Italie,  la zone nord-ouest de la Suisse avec le canton de Berne, et l'Allemagne. 
Le canton de Berne usa des droits que lui octroyait le fédéralisme helvétique afin de pouvoir établir sa propre ligne. Toutefois le problème financier restait entier car si la ligne du Gothard avait été financée par la Confédération, ce n'était pas le cas pour le projet du Lötschberg. Berne devait trouver les ressources économiques nécessaires pour mener à bien le projet. 
En 1891, un petit groupe composé de personnalités bernoises obtint une concession pour construire une ligne entre Spiez et Frutigen avec une option pour éventuellement étendre le tracé jusqu'en Valais. Wilhelm Teuscher, anciennement juge et membre du Conseil d'état bernois, étudia la possibilité d'avoir une ligne qui relierait Kandersteg puis s'engouffrerait dans un tunnel passant sous le massif du Balmhorn pour déboucher sur Goppenstein du côté valaisan. La ligne rejoindrait ensuite la plaine du Rhône aux alentours de Viège pour finalement atteindre Brigue, le point de départ du Simplon. 
Le 25 juillet 1901, le tronçon Spiez-Frutigen (SFB, Spiez-Frutigen-Bahn) fut inauguré et constitua la première étape de la ligne du Lötschberg. À côté de la première variante consistant à relier Kandersteg à Goppenstein, le conseil d'état avait imaginé une autre solution passant dessous le Wildstrubel avec un portail nord à Lenk im Simmental et un portail sud à Loèche-les-Bains.
Le comité pro-Lötschberg réussit toutefois à imposer le tracé convenu initialement et la construction de la ligne à travers le Kandertal pouvait ainsi débuter. Le 27 juillet 1906, la société BLS (Berne-Lötschberg-Simplon) fut fondée. Elle était chargée de la construction et de l'exploitation de la ligne. Le 1er janvier 1907, la BLS reprit le tronçon Spiez-Frutigen géré par la SFB.

### Construction
Le consortium Entreprise du Lötschberg (la raison sociale était en français) commença les travaux de percement du tunnel le 15 octobre 1906, à partir du portail nord (Kandersteg). 
La ligne était initialement prévue avec une seule voie mais le projet a été mené de manière que l'ajout d'une autre voie soit possible. La pente maximale fut fixée à 2,7 % et la courbure minimale à 300 mètres. Une petite ligne avec un écartement de 75 centimètres destinée à la construction fut mise en place du côté valaisan et bernois.
La construction de la ligne fut le théâtre de plusieurs accidents mortels. Le 29 février 1908, une avalanche se déclencha entre 19h et 20h à Goppenstein, non loin d'un hôtel où 30 personnes étaient en train de souper. L'édifice fut frappé par le nuage de poudreuse et s'écroula, tuant 11 personnes sur le coup. Une douzième personne, l'ingénieur Sylva, succomba quelques jours plus tard de ses blessures. 
Le 24 juillet 1908, lors du percement du tunnel au niveau du Gasterntal, une poche d'eau s'ouvrit après le dynamitage et 6 000 m3 de matériaux envahirent subitement la galerie, ensevelissant 25 personnes. Une mauvaise estimation des conditions géologiques fut à l'origine de cette catastrophe, le chantier ayant traversé une zone meuble composée d'alluvions et de débris morainiques à 200 mètres sous la surface du vallon. Seuls trois mineurs de l'équipe réussirent à s'échapper à temps. Malgré les efforts des secours, les corps des tunneliers ensevelis ne purent être récupérés. La conséquence immédiate de l'accident fut l'arrêt des travaux durant plusieurs mois.
Le 4 décembre 1911, l'ingénieur bernois Hans Sieber chuta du pilier du viaduc de Lügelkinn, peu avant la gare du village valaisan d'Hohtenn. Le 10 octobre 1912, sur la rampe sud de la ligne, la voûte du tunnel de Viktoria s'effondra, provoquant la mort de deux personnes.
Il était prévu à l'origine d'inaugurer la ligne le 1er mars 1912. Cette date ne put être respectée car les préparatifs pour la construction de la deuxième voie furent retardés à deux reprises. Le 15 juillet 1913, l'électrification de la ligne étant prête, une exploitation réduite débuta. Le 18 septembre 1913, le nouvel horaire était défini avec sept trains du nord vers le sud par jour, et neuf trains du sud vers le nord. Quatre trains internationaux figuraient parmi ces convois journaliers.
La ligne resta toutefois à une seule voie durant une longue période même si les ingénieurs avaient fait en sorte que l'ajout d'une voie soit aisé. Entre 1976 et 1992, un nouveau chantier permit de doubler la ligne sur toute sa longueur, permettant d'augmenter les capacités de la ligne dans une optique de ferroutage. Les voyageurs et le transport de marchandises bénéficièrent aussi de ces travaux.

#### Tunnels
La ligne du Lötschberg, outre le tunnel principal de 14 612 mètres, comporte plusieurs autres tunnels.

##### Rampe nord
- Tunnel de Riedschuk
- Tunnel de Felsenburg II (28 décembre 1910)
- Tunnel de Ronenwald I (15 septembre 1910)
- Tunnel de Ronenwald II (30 septembre 1910)
- Tunnel de Rotbach (9 septembre 1910)
- Tunnel de Hemlingen (10 novembre 1910)

##### Rampe sud
- Tunnel de Rotlaui (3 avril 1908)
- Tunnel de Mittalgraben (29 mars 1908)
- Tunnel de Luegje (5 avril 1908)
- Tunnel de Hohegg (30 novembre 1907)
- Tunnel de Marchgraben (13 décembre 1907)
- Tunnel de Hohtenn (10 mars 1908)
- Tunnel de Lidenplatten (30 septembre 1907)
- Tunnel de Blasboden (6 février 1908)
- Tunnel de Sevistein I (17 mars 1908)
- Tunnel de Mahnkinn (29 mars 1908)
- Tunnel de Dornen (11 mars 1908)
- Tunnel de Viktoria (5 novembre 1907)
- Tunnel de Mundbach (28 septembre 1907)
- Tunnel de Stadel (25 novembre 1910)
- Tunnel de Schuchi (8 avril 1911)
- Tunnel de Bietschalt I (29 août 1911)
- Tunnel de Bietschalt II (21 février 1911)
- Tunnel de Sevistein II (30 décembre 1911)
- Tunnel de Gründen (11 mars 1911)
- Tunnel d'Eggerberg (24 mars 1911)
- Tunnel de Bad (31 mars 1911)
- Tunnel de Sevistein III (25 octobre 1915, construit à la suite d'un glissement de terrain dans Sevistein I et II)

#### Lignes de service
Pour la construction de la ligne principale, deux lignes de service utilisées pour le transport des matériaux ont été réalisées. La première sur la rampe nord partait de Frutigen. L'autre, du côté sud, commençait à Naters. L'écartement des rails était de 75 centimètres et la pente maximale de 60 pour mille, avec un rayon minimal de 50 mètres. Le tracé de la ligne de service sur la rampe bernoise différait du tracé choisi pour la ligne principale. En revanche, la ligne de service du côté valaisan suivait en grande partie le tracé de la ligne du Lötschberg. 
Les chantiers disposaient de 420 wagons et de 32 petites locomotives à vapeur, livrées entre juin et novembre 1907 par la société allemande Orenstein & Koppel. Les trains atteignaient une vitesse maximale de 15 km/h et avaient une capacité de transport qui s'élevait à 13 000 tonnes par mois.

##### Rampe nord
La réalisation de la ligne de service côté bernois a été confiée à l'ingénieur J. Seeberger. Elle mesurait 15 kilomètres avec un tracé d'un dénivelé de 429 mètres commençant à Frutigen et se terminant au portail nord du tunnel du Lötschberg à Kandersteg. La construction s'est terminée le 30 juin 1907 et la première locomotive à vapeur a parcouru la totalité de ligne le 19 août de la même année. De nombreux aiguillages étaient présents le long de la ligne pour desservir les différents chantiers. Pour franchir l'important dénivelé au lieu-dit de Brühlstutz entre le lac bleu et Kandersteg, les ingénieurs érigèrent des viaducs en bois et firent poser des voies formant des boucles. Le plus complexe de ces viaducs était celui d'Ägerten avec 126 mètres, une pente de 50 pour mille et un rayon de courbure de 50 mètres.

##### Rampe sud
La ligne de service côté sud a été l'objet de protestations qui retardèrent le début des travaux. Ceux-ci ont démarré le 12 février 1907 près de Naters. La ligne de service de 28 kilomètres suivait le parcours prévu pour la ligne principale. Avec sa déclivité de 30 pour mille et les nombreux petits vallons à franchir, elle a nécessité des moyens techniques plus importants que pour la rampe nord. Au total, 34 tunnels ont été creusés pour la ligne de service avec une longueur cumulée de 5,3 kilomètres. Parmi ces tunnels, treize furent conservés pour la ligne principale ce qui ralentit en partie la réalisation de la ligne de service qui devait parfois s'interrompre au profit des travaux sur les tunnels principaux. Finalement en août 1908, un premier train put transporter du matériel de Naters à Goppenstein. Jusqu'alors, les outils et tout le matériel étaient transportés à dos de mulets ou à travers l'étroite vallée de la Lonza avec des calèches.

### Tunnel de base
Le nouveau tunnel de base du Lötschberg inauguré en juin 2007 relie directement la plaine du Rhône au niveau de Rarogne à Frutigen. Le trafic de transit passe maintenant par ce tunnel de base. L'ancienne ligne est encore utilisée pour desservir les différents villages avec des trains régionaux de Spiez à Brigue, ainsi que pour le transport des automobiles entre Kandersteg et Goppenstein. Cette ligne conserve son caractère touristique et historique.

## Données
- Écartement : 1 435 mm
- Alimentation : 15 000 V, 16,7 Hz
- Longueur : 74 km
- Pente maximale : 2,7 %
- Altitude du départ (Spiez) : 630 m
- Altitude du terminus (Brigue) : 678 m
- Point culminant : 1 240 m (dans le tunnel du Lötschberg)
- Ouverture de la ligne Spiez − Frutigen : 25 juillet 1901
- Début des travaux sur la ligne Frutigen − Brigue : 15 octobre 1906
- Reprise de la ligne Spiez-Frutigen par la BLS : 1er janvier 1907
- Exploitation de la ligne : 15 juillet 1913

## Sources et bibliographie
- Karlheinz Hartung : Bahn und Reisen Schweiz; R. v. Decker's Verlag; 1889;  (ISBN 3-7685-1289-4)
- Patrick Belloncle : Die Geschichte der Lötschbergbahn; Les Éditions du Cabri, 1986;  (ISBN 2-903310-49-1)
- Claude Jeanmaire : Lötschbergbahn im Bau, 1989;  (ISBN 3-85649-058-2)
- Felix Frank, Tunnel de base du Lötschberg : de la roche au chemin de fer, Berne, Stämpfli, 2008, 268 p. (ISBN 978-3-7272-1186-7)
- Hans-Peter Bärtschi (trad. Ella Moser), La Ligne du Lötschberg : en dix étapes de Frutigen à Brigue, Bussigny, Rossolis, 2009, 181 p. (ISBN 978-2-940365-31-9)